# VW Apollo
Der Volkswagen Apollo war ein zwischen 1990 und 1992 ausschließlich in Brasilien produziertes sowie verkauftes Pkw-Modell. Entstanden ist dieses während des Joint-Ventures (Autolatina) zwischen Volkswagen und der Ford Motor Company in Südamerika.
Das Modell war lediglich eine als VW vertriebene Version des brasilianischen Ford Verona, einer zweitürigen Limousine, die auf dem europäischen Ford Orion basierte. 1994 folgte darauf der Pointer, der wiederum auf dem Ford Escort basierte.

## Motoren
Der 1,6-Liter-Motor wurde von Ford zugeliefert, der 1,8-Liter-Motor von VW. Die Daten für die Motoren sind in der folgenden Tabelle zusammengefasst:
| Bezeichnung   | 1.6 AE (AE 1600)               | 1.6 AE (AE 1600)               | 1.8 UD (AP 1800)               | 1.8 UD (AP 1800)                |
| ------------- | ------------------------------ | ------------------------------ | ------------------------------ | ------------------------------- |
| Hubraum       | 1555 cm³                       | 1555 cm³                       | 1781 cm³                       | 1781 cm³                        |
| Bauart        | Vierzylinder-Reihenmotor       | Vierzylinder-Reihenmotor       | Vierzylinder-Reihenmotor       | Vierzylinder-Reihenmotor        |
| Treibstoff    | Benzin                         | Ethanol                        | Benzin                         | Ethanol                         |
| Bohrung × Hub | 77 × 83,5 mm                   | 77 × 83,5 mm                   | 81 × 86,4 mm                   | 81 × 86,4 mm                    |
| Verdichtung   | 9,0:1                          | 12,0:1                         | 8,5:1                          | 12,5:1                          |
| Leistung      | 76,5 PS (56 kW) bei 5200 min−1 | 77,9 PS (57 kW) bei 5200 min−1 | 91 PS (66,9 kW) bei 5500 min−1 | 105 PS (77,2 kW) bei 5500 min−1 |
| Drehmoment    | 131 Nm bei 3200 min−1          | 131 Nm bei 3200 min−1          | 142 Nm bei 3400 min−1          | 152 Nm bei 3400 min−1           |